# Carlsberg Group
Carlsberg A/S (дат. Carlsberg [ˈkʰɑˀlsˌpɛɐ̯ˀ]) — датская пивоваренная корпорация, третья после Anheuser-Busch InBev и Heineken по объёму производства пива (110 млн гектолитров в 2020 году). Штаб-квартира находится в городском районе Вальбю Копенгагена.

## История
Компания Carlsberg была основана в 1847 году датским предпринимателем Якобом Кристианом Якобсеном, который назвал компанию в честь своего сына Карла. В 1865 году на заводе Carlsberg начала работу химико-физиологическая лаборатория. Её специалисты (в частности, Эмиль Христиан Хансен) разработали метод культивирования чистых дрожжей, решивший проблему ферментации пива (до этого пивовары использовали нестабильные закваски). Выделенная ими культура дрожжей в честь лаборатории получила наименование Saccharomyces carlsbergensis. С 1901 по 1938 годы лабораторией руководил известный датский биохимик Сёрен Петер Лауриц Сёренсен, чьё имя чаще всего упоминается в связи с введённым им обозначением водородного показателя pH.
Карл Якобсен в 1882 году основал собственную компанию Ny Carlsberg, конкурировавшую с Carlsberg. В 1906 году, уже после смерти старшего Якобсена, две компании объединились, став собственностью Фонда Карлсберг, основанного в 1876 году. Карл Якобсен был не только успешным предпринимателем, но и меценатом и филантропом, основателем Новой глиптотеки Карслберга. Под его руководством архитектор Вильгельм Далеруд застроил квартал Копенгагена, в котором стали размещаться заводы и административные здания компании.
Партнёрство между Carlsberg и Tuborg началось в 1903 году, к этому времени они были двумя ведущими производителями пива в Дании. После Второй мировой войны обе компании начали продвигать свои бренды за рубежом, наращивался экспорт и открывались пивоварни в других странах Европы и в Азии. В 1970 году 2 компании объединились под названием United Breweries, контрольный пакет акций в объединённой компании сохранил Фонд Карлсберг. Также в 1970 году был открыт большой пивзавод в Нортгемптоне (Великобритании), к 1975 году производимый им лагер Carlsberg занимал 14 % британского рынка этого сорта пива. В 1969—1971 годах председателем правления компании был известный датский учёный, физиолог Пауль Реберг. В 1981 году началось производство пива Tuborg по лицензии в Венгрии. В декабре 1987 года название United Breweries было изменено на Carlsberg A/S. В 1988 году был куплен немецкий производитель пива Hannen Brauerei. В 1990 году оборот компании составил 10,48 млрд датских крон.
В апреле 1991 года был куплен крупнейший производитель пива в Португалии, компания Unicer. Также в 1991 году было создано совместное предприятие с британской компанией Allied-Lyons, которое было названо Carlsberg-Tetley; на него приходилось 18 % британского рынка пива. В 1997 году доля Allied была выкуплена. В 1992 году было куплено 80 % акций Dadeko, датской бутилирующей компании системы Coca-Cola. В 1998 году была куплена финская пивоваренная компания Sinebrychoff, включая её шведский филиал Falcon Breweries.
В 2008 году Carlsberg и Heineken сформировали консорциум, купивший за 7,8 млрд фунтов стерлингов британскую пивоваренную группу Scottish & Newcastle. После завершения сделки её активы были разделены: Heineken получила заводы в Великобритании, Португалии, Ирландии, Финляндии и Бельгии, а Carlsberg — Baltic Beverages Holding, предприятия в Греции, Франции, Вьетнаме и Китае. В 2014 году Carlsberg вышла на 2-е место на рынке пива в Греции, купив компанию Olympic Brewery
В декабре 2022 года Carlsberg укрепила свои позиции в Северной Америке, приобретя Waterloo Brewing за 144 млн канадских долларов. В июне 2022 года компания представила бутылки Green Fiber Bottle, изготовленные из древесной массы и полиэтилена фураноата. В начале 2025 года был куплен британский производитель безалкогольных напитков Britvic.

## Собственники и руководство
Крупнейшим акционером является фонд Carlsberg Foundation, ему по состоянию на 2024 год принадлежало 30 % акций, дававших 77 % голосов.
Главный управляющий — Якоб Оруп-Андерсен (Jacob Aarup-Andersen). Председатель наблюдательного совета — Хенрик Поульсен (Henrik Poulsen).

## Деятельность
Carlsberg производит пиво под торговыми марками Carlsberg, Tuborg, Kronenbourg, 1664 и др. — всего более 500 наименований.
В 2024 году объём производства составлял 125,7 млн гектолитров, в том числе 101,2 млн гектолитров пива. По собственной оценке, Carlsberg занимала первое место на рынках Дании, Норвегии, Финляндии, Швейцарии, Португалии, Украины, Беларуси, Азербайджана, Казахстана, Прибалтики, Болгарии, Непала, Лаоса; второе место во Франции, Швеции, Греции, Индии, Малайзии, Гонконге и Сингапуре; также занимала 1-е место в западном Китае, однако в целом по КНР лишь 5-е место.
Выручка группы в 2024 году составила 75 млрд крон (11,3 млрд долларов США), её распределение по регионам: Западная Европа — 51 %; Восточная Европа и Индия — 22 %; Азия — 27 %. Крупнейшими рынками сбыта были КНР (12,9 млрд крон), Великобритания (8,2 млрд крон) и Дания (5 млрд крон).
|                        | 2001…  | 2006…  | 2011  | 2012  | 2013  | 2014  | 2015   | 2016  | 2017  | 2018  | 2019  | 2020  | 2021  | 2022   | 2023   | 2024  |
| ---------------------- | ------ | ------ | ----- | ----- | ----- | ----- | ------ | ----- | ----- | ----- | ----- | ----- | ----- | ------ | ------ | ----- |
| Оборот                 | 34,42… | 41,08… | 63,56 | 66,47 | 64,35 | 64,51 | 65,35  | 62,61 | 60,66 | 62,50 | 65,90 | 58,54 | 60,10 | 70,27  | 73,59  | 75,01 |
| Чистая прибыль         | 2,151… | 2,171… | 5,692 | 6,245 | 5,949 | 4,938 | -2,582 | 4,857 | 2,065 | 6,133 | 6,569 | 6,030 | 6,846 | -1,063 | -40,79 | 9,116 |
| Активы                 | 47,46… | 58,45… | 147,7 | 154,0 | 152,3 | 137,5 | 124,9  | 126,9 | 114,3 | 117,7 | 123,1 | 118,8 | 126,4 | 115,3  | 111,8  | 113,3 |
| Собственный капитал    | 12,04… | 17,60… | 65,87 | 70,26 | 67,81 | 52,44 | 43,49  | 50,81 | 46,93 | 45,30 | 43,45 | 39,31 | 45,50 | 31,90  | 23,23  | 27,77 |
| Рыночная капитализация | 21,09… | 34,55… | 61,76 | 84,52 | 91,50 | 74,53 | 93,98  | 92,90 | 112,1 | 104,8 | 145,8 | 142,7 | 163,1 | 133,6  | 122,8  | 95,31 |

### Carlsberg в России
После покупки Scottish & Newcastle в мае 2008 года Carlsberg владеет Baltic Beverages Holding (BBH) — крупнейшим (85 %) акционером российского пивоваренного концерна «Балтика» (пиво под маркой Carlsberg производится по лицензии на российских заводах «Балтики»). В феврале 2012 года Carlsberg объявила о предстоящем выкупе у прочих акционеров оставшихся 15 % акций компании, на что предполагается потратить $1,15 млрд. В ноябре 2012 года датская компания выкупила оставшиеся ценные бумаги «Балтики».
29 января 2015 года компанией Carlsberg объявлено о закрытии с 30 апреля двух заводов в России: в Красноярске и Челябинске, что приблизительно на 15 % уменьшит объёмы производства.
9 марта 2022 года, после российского вторжения на Украину, компания заявила о приостановке инвестиций и экспорта в Россию. 28 марта 2022 года пресс-службой компании было объявлено, что после ликвидации бизнеса в России компания полностью уйдёт с российского рынка. 16 июля 2023 года указом президента России В. Путина «Балтика» была передана во временное управление Росимущества. После этого, в ответ на «захват» бизнеса государством, Carlsberg Group отозвала у «Балтики» лицензии на все свои бренды, включая марки Tuborg, Kronenbourg и Holsten.
31 октября 2023 года генеральный директор Carlsberg Джейкоб Ааруп-Андерсен заявил, что компания разорвала все связи с российским бизнесом. На фоне ухода с российского рынка, Carlsberg Group в 2023 г. заявил о чистом убытке в размере 41,5 млрд датских крон (более $5,9 млрд). В 2024 году Carlsberg Group продала «Балтику» местному менеджменту, однако операции в Азербайджане и Казахстане были переведены в подчинение Carlsberg Group.

## Спонсорская деятельность
В 1920 году при финансовой поддержке пивоваренной компании Carlsberg знаменитый датский физик-теоретик и футболист Нильс Бор основал Институт Теоретической Физики Университета Копенгагена, ставший в 1920-е и 1930-е годы одним из центров развивающихся наук: атомной физики и квантовой механики. Ему также был безвозмездно предоставлен для проживания дом рядом с пивоварней, первоначально построенный для основателя Carlsberg, и право ежедневно получать столько пива, сколько ему потребуется.
Продолжая традицию помощи футболистам, с 1992 года до 2010 года Carlsberg была титульным спонсором английской футбольной команды «Ливерпуль».
Сейчас является титульным спонсором ФК «Копенгаген».